# Blastula

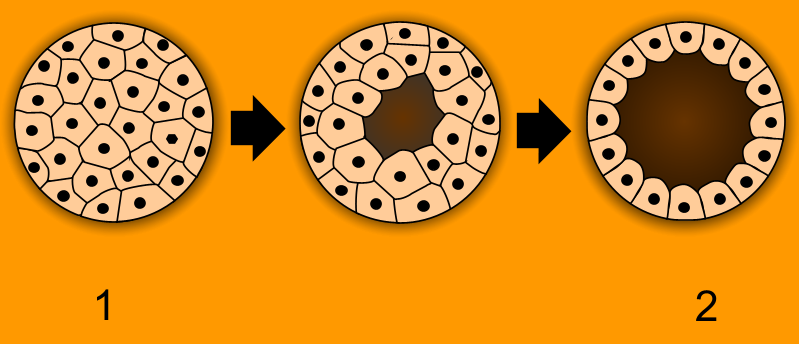
Przebieg blastulacji: 1. morula 2. blastula

Blastula – wczesne stadium rozwoju zarodkowego tkankowców powstałe w wyniku bruzdkowania. U większości zwierząt ma kształt pęcherzyka kulistego (celoblastula), którego ściana (blastoderma) zbudowana jest z jednej lub kilku warstw blastomerów, otaczających jamę blastuli (blastocel), wypełnioną płynem (albo czasem galaretowatą, bezkomórkową masą). U organizmów z bruzdkowaniem tarczkowym (np. ptaki) blastula ma postać płaskiej tarczki (dyskoblastula), leżącej ponad masą żółtka. U ssaków łożyskowych występuje blastocysta, która ma kształt pęcherzyka ze ścianą zbudowaną z jednej warstwy komórek (trofoblast). Do światła blastocysty zwiesza się węzeł zarodkowy, z którego tworzy się właściwy zarodek. Czwartym głównym typem blastuli jest periblastula.
Blastula, w toku dalszego rozwoju, przekształca się w gastrulę.